# از دیکتاتوری تا دموکراسی
از دیکتاتوری تا دموکراسی (به انگلیسی: From Dictatorship to Democracy) عنوان کتابی است که در سال ۱۹۹۳ توسط جین شارپ استاد علوم سیاسی در دانشگاه ماساچوست نوشته شد. این کتاب به بیش از ۳۰ زبان ترجمه و در بسیاری از کشورهای جهان منتشر شده است. بسیاری از این نسخه‌های ترجمه شده نیز توسط مؤسسه آلبرت اینشتین واقع در بوستون ماساچوست منتشر شده است.
این کتاب در بسیاری از جنبش‌های جهان از جمله بهار عربی مؤثر عنوان شده است. نویسنده به ارائهٔ شیوه‌هایی می‌پردازد که ضمن انتقاد و تقابل با حکومتها، از آسیب به نهادهای مدنی و گسترش هرج و مرج که خود زمینهٔ برآمدن حکومت‌های غیر مردمی جدید است، جلوگیری می‌کند. ۱۹۸ روش برای مبارزه مدنی و شکست دادن حکومت‌های نظامی یا دیکتاتوری که از برمه تا صربستان، از تایلند تا ونزوئلا، به ده‌ها زبان ترجمه شده و راهنمای مخالفان دولتی بوده که می‌خواستند سرنوشت خود را بدون برداشتن اسلحه به دست بگیرند.

## موضوعات تحت پوشش
از دیکتاتوری به دموکراسی شامل یک مقدمه و ده بخش است. بخش اول آن ضمیمه‌ای است شامل ۱۹۸ روش اقدام خشونت پرهیز که از کتاب سیاست‌های اقدام خشونت پرهیز (۱۹۷۳) گرفته شده است و بخش دوم روش‌های اقدامات خشونت پرهیز است. بخش‌های اصلی ویرایش چهارم آن در آمریکا شامل این عناوین است:

1. مواجهه واقع بینانه با دیکتاتوری
2. خطرات ناشی از مذاکرات
3. قدرت از کجا می‌آید؟
4. دیکتاتوری نقاط ضعف دارد
5. اعمال قدرت
6. نیاز به برنامه‌ریزی استراتژیک
7. برنامه‌ریزی استراتژیک
8. استفاده سیاسی سرپیچی
9. از هم پاشیدن دیکتاتوری
10. زمینه سازی را برای دوام دموکراسی

## پیوستها
پیوست ۱. روش‌های اقدام خشونت پرهیز

پیوست ۲. تقدیرنامه‌ها و یادداشت‌ها در مورد کتاب از دیکتاتوری به دموکراسی

پیوست ۳. یادداشتی در مورد ترجمه و تجدید چاپ این انتشار

پیوست ۳ روشی گام به گام برای ترجمه این کتاب به زبان‌های دیگر می‌دهد.